# 贡纳尔·巴尔
贡纳尔·巴尔（德語：Gunnar Bahr，1974年10月21日—），德国男子帆船运动员。他曾代表德国参加2000年夏季奥林匹克运动会帆船比赛，联同约亨·许曼和英戈·博尔科夫斯基获得一枚银牌。